# 셰위
셰위(중국어 간체자: 谢瑜, 정체자: 謝瑜, 병음: Xiè Yú, 한자음: 사유, 2000년 6월 12일~)는 중화인민공화국의 사격 선수로 주 종목은 권총이다. 2024년 하계 올림픽 10m 공기권총 종목에서 금메달을 획득했다.